# Goodbye, My Love, Goodbye
Goodbye, My Love, Goodbye ist ein Lied des griechischen Sängers Demis Roussos aus dem Jahr 1973, das sowohl in englischer Sprache als auch in deutscher Sprache veröffentlicht wurde.

## Entstehung
Goodbye, My Love, Goodbye wurde gemeinsam von Leo Leandros (als Mario Panas) und Klaus Munro geschrieben beziehungsweise komponiert. Leandros zeichnete darüber hinaus auch für die Produktion verantwortlich.
Die Erstveröffentlichung von Goodbye, My Love, Goodbye erfolgte als Single bei Philips im Februar 1973. Diese erschien in Deutschland als 7″-Single mit der B-Seite Mara (Katalognummer: 6009 318). Europaweit erschienen weitere Singleausführungen mit den B-Seiten My Friend the Wind (Italien), No Way Out (Niederlande) oder auch Yellow Paper (Frankreich und Portugal). Im gleichen Jahr erschien das Lied auch als Teil von Roussos’ zweitem Studioalbum Forever and Ever (Katalognummer: Philips 6325 023).

## Rezeption

### Chartplatzierungen
| ChartsChartplatzierungen | Höchstplatzierung | Wochen/ Monate |
| ------------------------ | ----------------- | -------------- |
| Deutschland (GfK)        | 1 (39 Wo.)        | 39 Wo.         |
| Österreich (Ö3)          | 2 (8 Mt.)         | 8 Mt.          |
| Schweiz (IFPI)           | 1 (22 Wo.)        | 22 Wo.         |

| ChartsJahrescharts (1973) | Platzierung |
| ------------------------- | ----------- |
| Deutschland (GfK)         | 1           |
| Österreich (Ö3)           | 5           |
| Schweiz (IFPI)            | 1           |

### Auszeichnungen für Musikverkäufe
Goodbye, My Love, Goodbye erhielt sowohl in Deutschland als auch in Frankreich je eine Goldene Schallplatte für über 500.000 verkaufte Einheiten, womit es zu einem Millionenseller avancierte. In Deutschland zählt es damit zu den meistverkauften Schlagern des Landes.
| Land/Region        | Auszeichnungen für Musikverkäufe (Land/Region, Auszeichnung, Verkäufe) | Verkäufe  |
| ------------------ | ---------------------------------------------------------------------- | --------- |
| Deutschland (BVMI) | Gold                                                                   | 500.000   |
| Frankreich (SNEP)  | Gold                                                                   | 500.000   |
| Insgesamt          | 2× Gold ·                                                              | 1.000.000 |